# نفق اليرموك
نفق اليرموك (ديكابولس)، وهو أطول نفق في العالم، يربط مجموعة من القرى في نظام مائي فريد تغذيه مجموعة من الينابيع الغزيرة في سهل حوران، ويقع في جنوب سوريا شمال الأردن، وقد أنشئ لغايات تجميع مياه الأمطار وزيادة التوطين في تلك المنطقة بالعهد الروماني.
يعتبر نفق داعل - أم قيس التاريخي معجزة مائية تحت الأرض بناه الرومان لربط مدن الديكابولس مائيا ببعضها، طول النفق يبلغ 140 إلى 170 كم (حسب تقديرات مختلفة) بارتفاع 3 أمتار وعرض 2م، يبدأ من داخل الأراضي السورية وينتهي بالأراضي الأردنية، حيث يمتد إلى منطقة الطرة في لواء الرمثا، مارّاً بوادي الشلالة ومناطق لواء بني كنانة حبراص وكفرسوم وسمر وابدر وملكا، وهو أطول ب 9 مرات من ثاني أطول نفق بالعالم والموجود في إيطاليا.

## تاريخه
بدأ الرومان بإنشاء النفق في القرن الثاني الميلادي بعصر الإمبراطور هادريان عام 130 ميلادي، واستمر العمل فيه أكثر من ثمانين عاما غير متواصلة.
أعيد استخدامه في العصر الأيوبي والمملوكي.

## أقسامه
النفق هو امتداد بين عدة مدن من المدن العشر الرومانية، بدايته على شكل حرف (بالإنجليزية U) وذلك من أجل تجميع مياه الأمطار والينابيع القريبة منه ويتكون من قسمين:
- الأساسي من بحيرة داعل في ريف محافظة درعا الغربي مرورا بمدينة درعا في سوريا، وبالطرة، وكفرسوم، وسمر، وأبدر وأوديتها إلى أم قيس في الأردن.
- الفرعي، يبدأ من المغير عند عين المعلقة وتفرعات أيضا بعيون وأودية ووظيفة التفرعات استقدام أكثر كمية من مياه الينابيع والأمطار لتغذية المدن والخط الأساسي وخاصة في الحروب.

## معالمه
يتم تزويده بمياه أكثر من عشر ينابيع قوية مكتشفة لغاية الآن وتبدأ التفرعات في قرية المغير باتجاه (مرو وعلى العال وحكما) ووديانهم وينابيع هذه القرى ومن ثم يتوجه النفق الرئيسي إلى خرجا ويتفرع منها أيضا بأكثر من عدة فروع وسط خرجا ووادي النيص والعرقوب باتجاه الخريبه إلى النبع الرئيسي ومن ثم ينحرف إلى عين قويلبه ويتجه إلى يبلا.
يوجد فيه غرف كان ينام بها العمال، وهناك أماكن أيضا لوضع الإضاءة والقناديل كل مترين على جوانب النفق، وفي كل كيلو متر واحد يتم تحديد زاوية الميلان من أجل سحب المياه، وأيضا هناك كتابات باللغة الرومانية والعربية وجدت على جدار النفق، مع قصاره من أجل عدم تسرب مياه النفق عبر الشقوق، وأيضا يوجد في بعض المناطق درج من أجل سحب المياه من يبلا إلى عين تراب مرورا بكفرسوم ومن ثم إلى سمر إلى أبدر إلى أم قيس.
تم العثور على نفقين أساسين أحدهم فوق الآخر، بين سمر وأبدر وأم قيس أي نفق بطابقين، وأكثر مناطق الأنفاق تدمرا هو الذي في خرجا ويبلا بسبب الزلازل والعوامل الطبيعية التي نتجت عن قوة المياه الداخلة إلى النفق وكان بحاجة للاعتناء وإعادة التأهيل.

## عمليات الترميم
بتاريخ 18 ديسمبر, 2018، قامت السفارة الأمريكية في عمان بالإعلان عن إكمال مشروع ترميم وإعادة وتأهيل النفق الروماني في جدارة/ أم قيس بتمويل من صندوق السفراء للحفاظ على التراث الثقافي بقيمة 160.000 دولار أمريكي. من خلال شراكتها مع كلية الآثار والأنثروبولوجيا في جامعة اليرموك.